# Bell Centre
Het Bell Centre (Frans: Centre Bell), voorheen bekend als het Molson Centre (of Le Centre Molson), is een sport- en entertainmentcomplex in Montreal, Quebec, Canada.
Het werd geopend op 16 maart 1996, na bijna drie jaar bouwen. Het gebouw is vooral bekend als de thuisbasis van het ijshockeyteam van Montreal Canadiens uit de National Hockey League. Het heeft de grootste arena-capaciteit om regelmatig een NHL-team te organiseren.
De arena is in handen van een partnergroep onder leiding van Geoff Molson en zijn broers, Andrew en Justin. Dezelfde eigendomsgroep bezit ook de Montreal Canadiens en Evenko, een promotor van entertainmentevenementen. Sinds de opening in 1996 is het consequent vermeld als een van 's werelds drukste arena's, meestal met de hoogste opkomst van alle arena's in Canada. In 2012 was het de vijfde drukste arena ter wereld op basis van kaartverkoop voor niet-sportevenementen.

## Locatie
Bell Centre ligt in het centrum van Montreal, vlak bij de hoek van Avenue des Canadiens-de-Montréal (voorheen Rue De La Gauchetière Ouest) en De La Montagne Street.  Bovendien bevindt het zich aan de overkant van de 1250 René-Lévesque- wolkenkrabber. Het is gemakkelijk bereikbaar met het openbaar vervoer, omdat het verbonden is met zowel twee metrostations. Het is ook verbonden met  het centraal station.

## Beschrijving

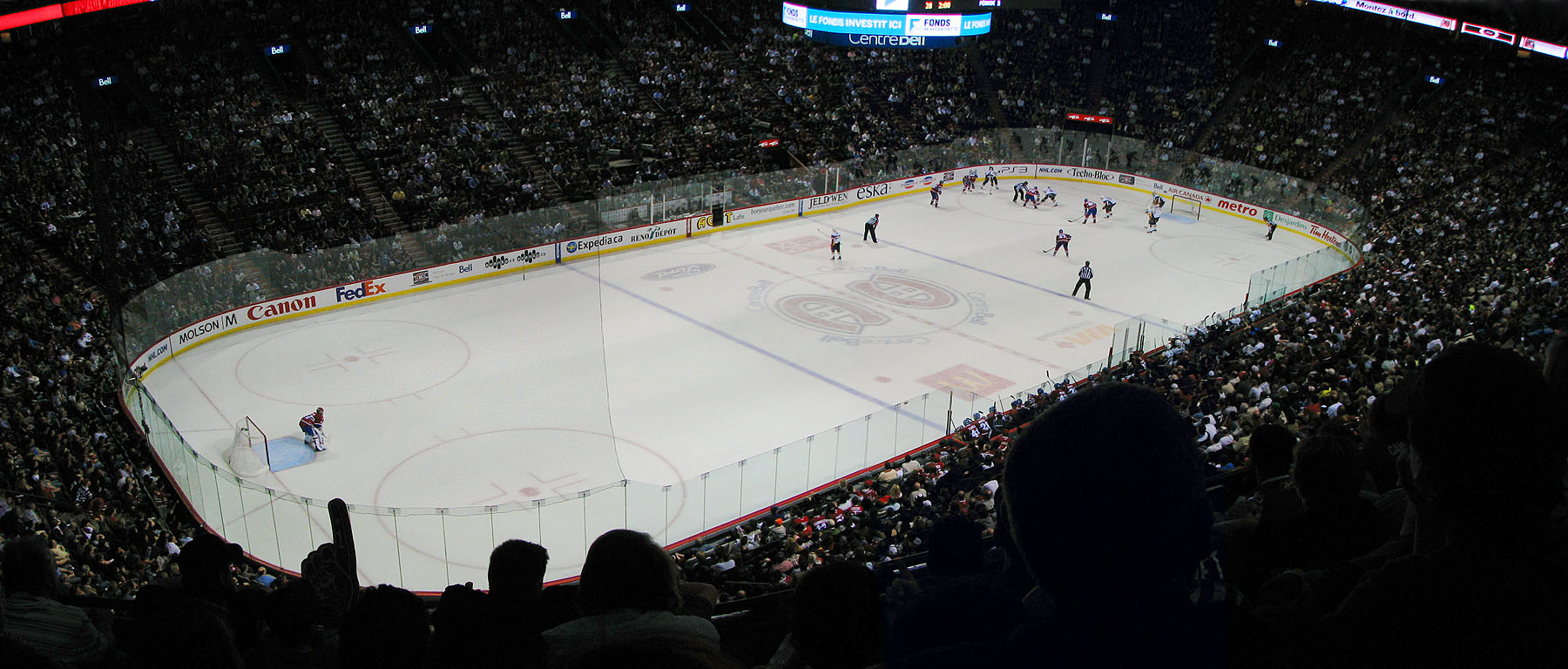
De arena tijdens een hockeywedstrijd tussen de Montreal Canadiens en de Buffalo Sabres

Het gebouw heeft een zitcapaciteit van 21.288 mensen, waardoor het de grootste hockeyarena ter wereld is. Het heeft ook zes restaurants.

## Entertainment
Het Bell Centre is de belangrijkste locatie in Montreal voor grootschalige entertainmentevenementen. Veel artiesten hebben in de arena opgetreden, zoals Céline Dion, Tina Turner, Elton John, Billy Joel, Shania Twain, Cher, Bon Jovi, Coldplay, Rihanna, Taylor Swift, Katy Perry, Paul McCartney, Lady Gaga, Janet Jackson, Roger Waters, Britney Spears, Beyoncé, Justin Timberlake, Barbra Streisand, Madonna, Metallica, The Rolling Stones, Stromae en Aerosmith. 
Op 9 november 1997 was het stadion onder de naam Molson Centre de locatie van het professioneel worstel-evenement Survivor Series en de "Montreal Screwjob", een beruchte gebeurtenis met betrekking op de worstelwereld.